# 戚家廟
戚家廟是中華人民共和國上海市浦東新區花木街道的一個歷史上的地名，名稱來自於建於明朝萬曆年間的紀念戚繼光的戚家廟。1949年5月7日，李白、秦鸿钧、张困斋等人在戚家廟以北100米被中華民國政府處決。中國人民解放軍攻佔上海前夕，戚家廟破敗不堪，人煙稀少。中共當局後來在李白等人被處決處修建「李白十二烈士萬古長青」標誌。